# Norroy-le-Sec
Norroy-le-Sec é uma comuna francesa na região administrativa de Grande Leste, no departamento de Meurthe-et-Moselle. Estende-se por uma área de 13,77 km². Em 2010 a comuna tinha 426 habitantes (densidade: 30,9 hab./km²).